# Rezerwat przyrody Skarpa Dobużańska
Skarpa Dobużańska – stepowy rezerwat przyrody znajdujący się na terenie gminy Tyszowce, w powiecie tomaszowskim, w województwie lubelskim.
- położenie geograficzne: Grzęda Sokalska
- powierzchnia (według aktu powołującego): 5,07 ha[2]
- rok utworzenia: 1989
- dokument powołujący: Zarządzenie Ministra Ochrony Środowiska i Zasobów Naturalnych z dnia 8 grudnia 1989 roku w sprawie uznania za rezerwat przyrody (MP nr 44, poz. 357).
- przedmiot ochrony (według aktu powołującego): zachowanie zbiorowisk kserotermicznych z rzadkimi gatunkami roślin stepowych[2].

Rezerwat leży na terenie obszaru siedliskowego sieci Natura 2000 „Dobużek” PLH060039 o powierzchni 199,3 ha.